# Pål Skistad
Pål Skistad (1º febbraio 1968) è un ex calciatore norvegese, di ruolo centrocampista.

## Carriera

### Club
Skistad vestì la maglia del Mjøndalen, prima di passare allo Strømsgodset, per cui giocò dal 1994 al 1998. Esordì con questa maglia il 16 aprile 1994, nella sconfitta per 5-1 contro il Brann. Fu in campo della finale di Coppa di Norvegia 1997, persa contro il Vålerenga.

### Nazionale
Giocò una partita per la Norvegia under 21. Il 10 ottobre 1989, infatti, fu titolare nella vittoria per 0-1 contro la Jugoslavia under 21.